# Pennahia anea
Pennahia anea es una especie de pez de la familia Sciaenidae en el orden de los Perciformes.

## Morfología
• Los machos pueden llegar alcanzar los 30 cm de longitud total.

## Alimentación
Come crustáceos pequeños, gusanos  bentónicos y peces pequeños.

## Hábitat
Es un pez de mar de clima tropical y demersal que vive hasta los 60 m de profundidad.

## Distribución geográfica
Se encuentra desde el Golfo Pérsico hasta Taiwán, las Filipinas, Borneo y el extremo meridional de la isla de Java.

## Uso comercial
Es vendido fresco y en salazón en los mercados.

## Observaciones
Es inofensivo para los humanos.